# Toa Alta
Toa Alta (A-ah-tah AHL) est une municipalité de Porto Rico, située dans la côte nord de l'île, au nord de Naranjito; sud de Dorado et Toa Baja; l'est de la Vega Alta et Corozal, et à l'ouest de Bayamón. Toa Alta est répartie sur huit quartiers et Toa Alta Pueblo (le centre-ville et le centre administratif de la ville). Il fait partie de la San-Juan-Caguas Guaynabo Metropolitan Statistical Area. 

## Histoire
Toa Alta situé à l'ouest de la capitale de San Juan, la ville a été fondée en 1751 en faisant l'une des plus anciennes villes de l'île. La construction de l'église de San Fernando Rey à la place de la ville a commencé en 1752. Toa Alta Le nom vient du mot Taino de la vallée ", Thoa". Au fil des années, l'agriculture est devenue une force économique importante dans la région. À la pointe de l'économie agricole, la ville est aussi connue comme la "Granja de los Reyes Católicos» (la ferme des Rois Catholiques). La ville est également appelée «Ciudad del Josco". La ville est connue par son surnom "La Cuna de los Poetas," ou de "berceau de poètes», en raison de la langue espagnole de nombreux poètes qui y sont nés, tels que Abelardo Diaz Alfaro et le musicien Tomás "Masso" Rivera. 

### Drapeau
Horizontalement, divisé en trois, le fond et le dessus des bandes rouges double de la taille du centre de bande jaune. Dans le coin supérieur gauche une étoile jaune de huit points. La conception originale a été élaborée par le professeur Herman E. Perez et adopté par le Conseil municipal en 1983 

### Armoiries
Le bouclier d'or, d'un bord rouge avec une épée d'argent surmonté d'une couronne d'or du même métal, de chaque côté, deux petits écrans en rouge, la main droite avec une tour en or et la gauche avec une médaille d'or star de huit points, trois dans la tour de la couronne noire bordée de rouge ouvertures. Devise: Non Deserit Alta.

## Parmi les "Toalteños"
- Sergents José Díaz et Francisco Diaz: défendu Puerto Rico à partir d'une invasion britannique en 1797.
- Dayanara Torres Delgado: Miss Univers 1993.
- Karem Negron: Miss Monde 2008 Toa Alta
- Eddie Santiago: Salsa chanteur.
- Juan Carlos Diaz "El Rompe Corazones" (Leading jockey à Camarero Race Track)
- Manuel Santiago Rivera (Manolo Santiago): Trovador, écrivain, poète.
- José Pablo Morales Miranda: journaliste, éducateur et progressiste
- Pablo Morales Cabrera: histoire de l'écrivain et essayiste
- "Maso" Rivera Morales: Il a le son de la "Cuatro Puertorriqueño" à l'Europe (le Roi de l'Espagne).
- Orlando Cruz, boxeur professionnel